# 트리슐라
트리슐라(산스크리트어: त्रिशूल) 또는 트리슈라는 힌두교의 주요 상징 중 하나로 일반적으로 사용되는 신성한 상징인 삼지창이다.
네팔과 태국에서 이 용어는 종종 단다(daṇḍa) "육척봉"에 장착할 수 있는 손잡이가 짧은 무기를 의미하기도 한다. 오키나와 사이와 달리 트리슐라는 종종 칼날의 형태를 취하기도 한다. 인도네시아어에서 트리슈라는 일반적으로 특히 긴 손잡이가 있는 삼지창을 가리키는 반면 작은 버전은 일반적으로 카뱅 또는 테크피로 알려져 있다.

## 어원
"트리슐라"라는 이름은 궁극적으로 "3"을 의미하는 트리(त्रि)와 "날카로운 철제 핀 또는 말뚝"을 의미하는 슐라(शूल)가 결합된 단어로, 이 경우 무기의 세 갈래를 의미한다.

## 상징

시바의 트리슈라와 다마루
트리슈라

트리슐라가 상징하는 것은 다양하고 풍부하다. 주로 시바신이 사용하며 가네샤의 원래 머리를 자르는데 사용되었다고 한다. 또한 두르가가 소유하고 있는 무기 중 하나이기도 하다. 3점은 다양한 의미와 의의를 가지고 있으며, 힌두교에서도 공통적으로 그 이면에는 많은 사연이 있다. 그것들은 일반적으로 창조, 유지, 파괴; 과거, 현재, 미래; 몸, 마음, 아트만; 달마 또는 담마(법률과 질서), 지복/상호 즐거움 및 발산/창조된 몸 ; 연민, 기쁨과 사랑; 영적, 심령 및 친척; 행복, 편안함, 지루함; 자부심, 평판 및 이기심; 명확성, 지식 및 지혜; 하늘과 마음과 땅; 영혼, 불과 땅; 영혼, 열정 및 구체화된 영혼; 논리, 열정 및 믿음; 기도, 표현 및 숭고함; 통찰력, 평온 및 보디사트바후드 또는 아아르하트쉽 (반자만); 실천, 이해 및 지혜; 죽음, 승천 및 부활; 창조, 질서, 파괴; 3개의 구나 : 사트바, 라자스, 타마스. 와 같은 다양한 삼위일체를 나타낸다고 한다. 

## 기타 용도
시바 푸라나에 따르면 시바는 스와얌부이며, 자신의 의지로 태어난 자체 창조물이다. 그는 사다시바의 직접적인 화신으로 등장하며 처음부터 트리슐라를 가지고 있다. 비슈누 푸라나에 따르면 수리야는 비슈바카르마의 딸인 산자나와 결혼했다. 그러나 산자나는 수리야에서 나오는 참을 수없는 태양열로 인해 결혼 생활에 곧 불만을 갖게 되었다. 그녀는 문제를 해결하기로 동의하고 그의 열을 줄이기 위해 수리야와 합의한 비슈바카르마에게 불평했다. 태양 물질이 땅에 떨어졌고 원래 힘의 1/8이 줄었다. 이것은 나중에 비슈바카르마가 시바의 트리슈라, 비슈누의 수다르샨차크라, 브라흐마의 푸슈파카 비마나를 만드는데 사용되었다. 두르가 여신은 시바로부터 트리슈라를 받았다.

## 같이 보기
- 시바
- 트리아이나